# Patetino
Patetino (en macédonien Патетино) est un village du centre de la Macédoine du Nord, situé dans la municipalité de Sveti Nikolé. Le village comptait 6 habitants en 2002.

## Démographie
Lors du recensement de 2002, le village comptait :
- Macédoniens : 6